# Toxorhina ochracea
Toxorhina ochracea är en tvåvingeart som först beskrevs av Edwards 1923.  Toxorhina ochracea ingår i släktet Toxorhina och familjen småharkrankar. Inga underarter finns listade i Catalogue of Life.